# Øksfjord (Hinnøya)
Der Øksfjord ist ein Fjord im Süden der Vesterålen-Insel Hinnøya in der Fylke (Provinz) Nordland in Norwegen.
Der Fjord, ein nördlicher Seitenarm des Vestfjords, erstreckt sich in allgemein nordöstlicher Richtung auf einer Länge von 20 km bis in das Innere der Insel. An seinem Ende trennen ihn nur noch 5,7 km vom südlichen Ende des Gullesfjords, womit die beiden die Insel nahezu in zwei Teile schneiden.
Der Øksfjord verläuft durch eine bewaldete und weitgehend unbewohnte Landschaft, und lediglich drei oder vier kleinste Siedlungen finden sich an seinen Ufern, die größte von ihnen am Kvannkjosen, einer westlichen Bucht unmittelbar nördlich der Fjordeinfahrt. An mehreren Stellen im Fjord werden Lachse in Netzgehegen aufgezogen.
Etwa 1 km nördlich der nur aus wenigen Häusern bestehenden Siedlung Sommarset am Westufer führt die in Ost-West-Richtung verlaufende und bis auf die westlichste Insel der Lofoten gehende Europastraße 10 an seiner engsten Stelle über den Fjord und die dort in seiner Mitte liegende kleine Insel Hudjordøya, neben der an beiden Seiten jeweils nur etwa 100 m Wasser liegen. Nördlich der Insel spricht man auch vom „Innerfjorden“.
Vom Innerfjorden zweigt etwa 4 km nördlich der Brücke die große Bucht Austpollen ab, während der Fjord selbst dann mit dem etwa 4 km langen sogenannten Vestpollen eine langgezogene Linkskurve nach Westen beschreibt und dann östlich unterhalb des Moysalen endet, dem mit 1262 m höchsten Berg der Insel. Dabei tritt der Fjord kurz nach dem Beginn seiner Westkurve in den im Jahre 2003 geschaffenen 51,2 km2 großen Møysalen-Nationalpark ein.